# جورج بليك (روائي)
جورج بليك (بالإنجليزية: George Blake)‏ (28 أكتوبر 1893، غرينوك في المملكة المتحدة - 29 أغسطس 1961، غلاسكو في المملكة المتحدة)؛ صحفي، محرر أدبي، كاتب وروائي بريطاني.

## روابط خارجية
- جورج بليك على موقع الموسوعة البريطانية (الإنجليزية)